# Neotrichura nigripes
Neotrichura nigripes är en fjärilsart som beskrevs av Franciscus J.M. Heylaerts 1890. Neotrichura nigripes ingår i släktet Neotrichura och familjen björnspinnare. Inga underarter finns listade i Catalogue of Life.